# Zgodovinsko mestno jedro Neaplja
Zgodovinsko mestno jedro Neaplja ali Centro Storico di Napoli v Italiji predstavlja zgodovinsko jedro mesta, ki zajema 27 stoletij.
Skoraj celotno zgodovinsko središče, približno 1021 hektarjev, je bilo leta 1995 vpisano za Unescov seznam svetovne dediščine in vključeno na seznam zgodovinskih dobrin, ki jih je treba zaščititi; njegova posebna edinstvenost je v skoraj popolnem ohranjanju in uporabi starogrške cestne postavitve.
Glede na to, da je lokacija izjemne vrednosti. Je eno najstarejših mest v Evropi, katerega sodobno mestno tkivo ohranja elemente svoje dolge in razgibane zgodovine. Njegova lega v Neapeljskem zalivu mu daje izjemno univerzalno vrednost, ki je močno vplivala v mnogih delih Evrope in drugod. — Motivacija Unesca

## Zgodovina
Zgodovinsko središče Neaplja je priča o zgodovinskem in umetniškem razvoju mesta, od njegove prve grške naselbine v 8. stoletju pr. n. št. vzdolž območja s pogledom na morje, ponovne ustanovitve istega mesta v bolj notranjem območju, ki predstavlja »starodavno središče (Centro Storico)«, do španskega baročnega mesta, ki se je odprlo proti zahodu urbanega jedra in do tega središča mesta, ki predstavlja kulturno elito 19. stoletja, z razcvetom številnih plemiških in meščanskih vil v mestu, ki zaznamujejo celotno območje Posillipa in Vomera.
Območje, ki velja za Unescov seznam dediščine, obsega približno 10,21 km2 in obsega naslednje četrti: Avvocata, Montecalvario, San Giuseppe, Porto, Pendino, Mercato (Municipalità I), Stella, San Carlo all'Arena, (Municipalità III), Chiaia, San Ferdinando, San Lorenzo, Vicarìa in del Vomero in hribe Posillipo.
Potres v Irpiniji leta 1980 je poškodoval del zgodovinskega središča in razkril strukturne in socialne probleme (tudi starodavne), ki jih je bilo odločeno odpraviti, tudi v urbanističnem smislu, z uveljavitvijo zakona št. 219 1981, ki določa določbe za načrtovanje in nadzor nad gradbeno dejavnostjo, sankcioniranje, obnovo in obnovo nezakonitih gradenj.
Trenutno je velik del zgodovinskega središča mesta v slabem stanju in primeren za ohranitev. Številne strukture, poleg umetniških cerkva (fontane, palače, starodavna arhitektura, svetišča itd.), so skrajno zapuščene: različne državljanske organizacije in odbori poskušajo pridobiti Unesco za posredovanje, da bi se soočili s to izredno situacijo.
Sporazum, podpisan med italijansko deželo Kampanija, občino in Ministrstvom za kulturno dediščino, je pomenil, da je Evropska unija junija 2012 dodelila 100 milijonov evrov za izvedbo obnovitvenih del na spomenikih v zgodovinskem središču, ki so najbolj ogroženi.

### Antično središče
Mesto ima dve prvotni starodavni jedri: prvo je hrib Pizzofalcone, na katerem se je rodilo mesto Partenope, medtem ko je drugo območje dekuman Neaplja, kjer je nastal naslednji Neapolis. Zlasti v tem zadnjem prostoru so se vse stavbe skozi stoletja zgostile do 16. stoletja, z odprtjem proti zahodu mesta na ukaz španskega podkralja don Pedra de Toleda.
Na tem mestu je še posebej veliko kulturnih in umetniških virov: obeliskov, samostanov, muzejev, znamenitih ulic, katakomb, zunanjih in podzemnih arheoloških izkopanin z rimskimi in grškimi ostanki, vključno z rimskim gledališčem, kipi in reliefi, monumentalnimi frizi, pa tudi srednjeveškimi stebri, ki podpirajo starodavne zgodovinske stavbe in še veliko več.
Samo antično središče, ki vključuje okrožja San Giuseppe, Porto, Pendino, Mercato, San Lorenzo in Vicarìa, ki natančneje ustrezajo skoraj območju dekumana v Neaplju, vidi obstoj več kot 200 zgodovinskih cerkva, s katerimi je povezana dejavnost slavnih predstavnikov italijanske umetnosti. Med glavnimi umetniki so: Giotto, Caravaggio, Donatello, Giuseppe Sanmartino, Luca Giordano, Cosimo Fanzago, Luigi Vanvitelli, Jusepe de Ribera, Domenichino, Guido Reni, Tino di Camaino, Marco dal Pino, Simone Martini, Mattia Preti in mnogi drugi.
V srednjem veku je bilo mesto razdeljeno na sedeže. To so bile: Capuana, Montagna, Nido, Porto, Portanova in Forcella. V tem kontekstu je bilo mesto zaprto z obzidjem, onkraj katerega je veljala absolutna prepoved gradnje. Značilnost, ki je odlikovala starodavno središče Neaplja, je pravzaprav skoraj zaprtje razvoja v razširitvi mesta, kar daje prednost tistemu »v višino«. Okoliščina, da mesto leži na tufnatih tleh, je dala prednost praksam dvigovanja obstoječih stavb, pri čemer se je material črpal iz podzemnih kamnolomov, ki so se uporabljali že od prvega nastanka mesta.
Vendar pa je bil prehod politične moči na Maschio Angioino prvi impulz za lokalno aristokracijo, da svoje plemiške rezidence povleče proti zahodnemu delu mesta.

### Odprt proti zahodu s španskim podkraljevstvom
Širitev mesta proti zahodu, ki se je zgodila v 16. stoletju z don Pedrom de Toledom, povzroči rojstvo sedanjega »zgodovinskega središča«. Tako so se rodile Španske četrti, z Via Toledo, Largo di Palazzo, Via Medina do območja Pizzofalcone in Chiaia.
Prav kraljeva palača je bila razlog za pravo kopičenje praznih prostorov, ki so se dvigali ob cesti, ki je vodila neposredno do podkraljeve rezidence, torej via Toledo, s strani neapeljskih in tujih aristokratov.
Te reforme so v mestu določile 'ponovno osvojitev' morja, ki se od prihoda Partenopeja in do takrat ni več uporabljalo.

### Velike zgradbe burbonskega obdobja
S prehodom iz španskega podkraljevstva v kraljestvo Bourbonov je prišlo do dokončnega kulturnega preskoka v mestu, ki je postalo skrajna destinacija evropske Grand Tour.
Neapelj je razvil lastno razsvetljensko zavest in se potrdil kot velika evropska prestolnica. V samo dvajsetih letih (od 1730 do 1750) so se rodile impresivne stavbe, simbol dosežene kulturne ravni: palača Capodimonte, Bolnišnica Albergo Reale dei Poveri in Teatro San Carlo.
S prihodom neoklasicizma zgodnjega 19. stoletja (in tudi eklekticizma ob koncu stoletja) se je zgodovinsko središče razširilo tudi na območje Posillipa in Vomera, pri čemer so izkoriščali te 'nove' prostore, za katere so značilne pokrajine posebne lepote in velik okoliški naravni prostor. Tako se rodijo vila Floridiana, vila Rosebery in številne druge pomembne neapeljske vile.

## Galerija
- Piazza Bellini
- Chiesa dei Girolamini
- Tondo di Capodimonte
- Via Francesco Caracciolo
- Bolnišnica Albergo Reale dei Poveri
- Piazza della Vittoria
- Galleria Umberto I
- Piazza Dante
- Kartuzija San Martino
- Decumano inferiore (splošno znan kot Spaccanapoli)
- Neapeljska stolnica
- Decumano maggiore